# Criobiología
La criobiología es la rama de la biología que estudia los efectos de baja temperaturas en seres vivos. La palabra criobiología es derivada de la palabra griega κρῧος [kryos], "frío", βίος [bios], "vida", y λόγος [logos], "palabra". En la práctica, criobiología es el estudio de material o sistemas biológicos a temperaturas más bajas que las normales. Los materiales o sistemas estudiados pueden incluir proteínas, células, tejidos, órganos, u organismos completos. Las temperaturas pueden oscilar desde condiciones de hipotermia moderada hasta temperaturas criogénicas.
Existen situaciones en las que interesa preservar el material biológico hasta un posterior uso tanto en clínica como en investigación. En esas situaciones se hace uso de técnicas de criobiología.
En la naturaleza existen organismos capaces de llevar a cabo mecanismos naturales para conservar su material biológico durante largo tiempo o en situaciones extremas. En este sentido existen organismos que en estadio de espora o de forma espontánea pueden mantenerse a 4 °C o incluso a temperatura ambiente. Otros se pueden conservar tras una liofilización, que es un proceso utilizado para la eliminación del agua mediante desecación al vacío y a muy bajas temperaturas, en el que el agua se separa por sublimación.

## Definiciones/Distinciones
CriobiologíaEs el estudio de la vida a bajas temperaturas.
CriogeniaEs la rama de la física e ingeniería que estudia la producción y uso de temperaturas muy bajas. La criogenia no es la criónica, aunque la gente frecuentemente suele confundirlas.
CriónicaEs la preservación de humanos y mamíferos a bajas temperaturas con la intención de revivirlo en un futuro. La criónica no es parte de la criobiología corriente. La criónica aún depende en gran medida de la tecnología futura que puede o no puede ser desarrollada.
CriopreservaciónEs una tecnología en la cual células, tejidos o embriones son preservados por congelamiento a temperaturas más bajas que el punto de fusión del agua. Generalmente entre −80 °C y −196 °C (punto de ebullición del nitrógeno líquido). A esas temperaturas, cualquier actividad biológica, incluidas las reacciones bioquímicas que producirían la muerte de una célula, quedan efectivamente detenidas.

## Principales áreas de estudio en criobiología
Las principales áreas de estudio en criobiología pueden ser identificadas como:
1. Estudio de la adaptación al frío de microorganismos, plantas (resistencia al frío), y animales invertebrados o vertebrados (hibernación).
2. Criopreservación de células, tejidos, gametos, y embriones de origen animal o humano con fines (médicos) de almacenamiento a largo plazo. Esto usualmente requiere de la adición de sustancias que protegen las células durante el congelamiento y descongelamiento (crioprotectores).
3. Preservación de órganos bajo condiciones de hipotermia (trasplante de órganos).
4. Liofilización (secado por frío) de drogas o medicamentos.
5. Criocirugía, técnicas (mínimamente) invasivas para la destrucción de tejidos no saludables a través de gases o líquidos criogénicos.
6. Física de la sobrefusión, la nucleación y crecimiento del hielo y aspectos ingenieriles de la transferencia de calor durante el enfriamiento y el calentamiento.

## Criopreservación en la naturaleza
Muchos organismos vivientes son capaces de tolerar períodos de tiempo prolongados por debajo del punto de congelamiento del agua. Otros organismos vivientes acumulan crioprotectores, como proteínas antinucleación, polioles y glucosa, para protegerse de los daños por heladas causados por el filo de los cristales de hielo. Particularmente, la mayoría de las plantas pueden alcanzar con seguridad temperaturas de −4 °C a −12 °C.

### Bacteria
Tres especies de bacterias, Carnobacterium pleistocenium, Chryseobacterium greenlandensis y Herminiimonas glaciei, habrían revivido después de haber sobrevivido durante miles de años congeladas en el hielo. Ciertas bacterias, en particular Pseudomonas syringae, producen proteínas especializadas que sirven como potentes nucleadores, que utilizan para forzar la formación de hielo en la superficie de diversas frutas y plantas a −2 °C. La congelación causa lesiones en el epitelio y hace que los nutrientes en los tejidos vegetales subyacentes estén a disposición de las bacterias.

### Plantas
Muchas plantas experimentan un proceso llamado endurecimiento que les permite vivir a temperaturas inferiores a 0 °C durante semanas o meses.

### Animales

#### Invertebrados
Nematodos. Estos animales sobreviven por debajo de los 0 °C como los Trichostrongylus colubriformis y Panagrolaimus davidi. Las ninfas de cucarachas (Periplaneta japonica) sobreviven cortos períodos de congelación de -6 a -8 °C. El escarabajo rojo de corteza plana (Cucujus clavipes) puede sobrevivir después de ser congelado a -150 °C. El mosquito Exechia nugatoria puede sobrevivir después de ser congelado a -50 °C, por un mecanismo único por el cual se forman cristales de hielo en el cuerpo pero no en la cabeza. Otro escarabajo tolerante a la congelación es Upis ceramboides. Otro invertebrado que es brevemente tolerante a temperaturas de hasta -273 °C es el tardígrado.
La larva de Haemonchus contortus, un nematodo, puede sobrevivir 44 semanas congelado a −196 °C.

#### Vertebrados
Para la rana de madera, (Rana selvática), en el invierno, hasta un 45 % de su cuerpo puede congelarse y convertirse en hielo. Los cristales de hielo se forman bajo la piel y se intercalan entre los músculos esqueléticos del cuerpo. Durante la congelación, la respiración de la rana, el flujo de sangre y los latidos del corazón cesan. La congelación es posible gracias a las proteínas especializadas y a la glucosa, que evitan la congelación intracelular y la deshidratación. La rana de la madera puede sobrevivir hasta 11 días congelada a −4 °C.
Otros vertebrados que sobreviven a temperaturas corporales por debajo de 0 °C son las tortugas pintadas (Chrysemys picta), las ranas arbóreas grises (Hyla versicolor), las tortugas de caja (Terrapene carolina - 48 horas a -2 °C), el mirón de primavera (Pseudacris crucifer), las culebras de liga (Thamnophis sirtalis- 24 horas a -1. 5 °C), la rana coro (Pseudacris triseriata), la salamandra siberiana (Salamandrella keyserlingii - 24 horas a -15,3 °C), el lagarto común europeo (Lacerta vivipara) y peces antárticos como Pagothenia borchgrevinki.
El Profesor Josué Barr, del Laboratorio de Staines Cyrobiology en Middlesex (Reino Unido) ha llevado a cabo experimentos con ranas de árbol británicas para descubrir si también presentan tolerancia a temperaturas muy bajas en la misma forma que exhibió por ranas de árbol americano. Hasta el momento los resultados no han sido concluyentes, sin embargo el profesor Barr es optimista sobre el futuro.
En Hibernación la ardilla de tierra del Ártico puede tener temperaturas abdominales tan bajas como −2.9 °C, manteniendo temperaturas abdominales bajo cero durante más de tres semanas, aunque las temperaturas en la cabeza y el cuello permanecen a 0 °C o por encima.

## Criobiología aplicada

### Antecedentes históricos

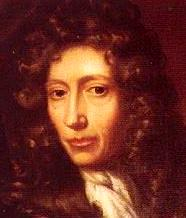
Boyle

La historia de la criobiología puede ser remontada a la antigüedad. Ya en 2500 a. C. bajas temperaturas fueron usadas en la medicina egipcia. El uso del frío fue recomendado por Hipócrates para parar el sangrado y la inflamación. Con el surgimiento de las ciencias modernas, Robert Boyle estudio los efectos de las bajas temperaturas en animales.
En 1949 esperma de toro fue criopreservados por primera vez por el equipo de científicos liderados por Christopher Polge (1926-2006). Esto condujo a un uso mucho más amplio de la criopreservación en la actualidad, con muchos órganos, tejidos y células habitualmente almacenados a bajas temperaturas. Grandes órganos como el corazón, suelen ser almacenados y transportados, solo por un tiempo muy corto, en frío pero no en temperaturas de congelamiento para trasplante. Suspensión de células (como sangre y semen) y secciones delgadas de tejidos pueden algunas veces ser almacenadas casi indefinidamente a la temperatura del nitrógeno líquido (criopreservación). Esperma humano, óvulos y embriones son normalmente almacenados en investigación y tratamientos de fertilidad. Las de velocidad controlada y congelación lenta son técnicas bien establecidas que fueron pioneras en la década de los 70s que permitieron nacimientos a partir de embriones humanos congelados (Zoe Leyland) en 1984. Desde entonces, las máquinas que congelan las muestras biológicas usando pasos programables, o las tasas controladas, se han usado en todo el mundo para humanos, animales y biología celular. Estas máquinas se utilizan para el congelamiento de ovocitos, piel, productos de la sangre, embriones, esperma, células madre y preservación general de tejidos en hospitales, prácticas veterinarias y laboratorios de investigación. El número de nacimiento vivos a partir embriones congelados desde la aparición de la técnica de enfriamiento lento es alrededor de 300 000 a 400 000 o 20 % del estimado de 3 millones de nacimientos por fecundación in Vitro. El Dr Christopher Chen, Australia, reportó el primer embarazo del mundo usando ovocitos congelados mediante la técnica de enriamiento lento con un congelador británico de tasa controlada en 1986.
Criocirugia (destrucción intencional y controlada de tejido por la formación del hielo) llevada a cabo por James Arnott en 1845 en una operación a un paciente con cáncer. La criocirugía no es muy común.

### Técnicas de preservación
La criobiología como ciencia aplicada se refiere principalmente a la conservación a baja temperatura. hipotérmica de almacenamiento es normalmente por encima de 0 °C pero por debajo de normotérmica (32 °C a 37 °C) temperaturas de mamíferos. Almacenamiento por criopreservación, por el contrario, estará en el −80 °C a la gama de −196 °C de temperatura. órgano s, y tejidos s son más frecuentes los objetos de almacenamiento de hipotermia, mientras que las células individuales han sido los objetos más comunes criopreservados.
Una regla de oro en el almacenamiento de hipotermia es que cada reducción de 10 °C en la temperatura va acompañado de una disminución del 50 % en consumo de oxígeno. Aunque animales hibernadores han adaptado mecanismos para evadir desequilibrio metabólicos asociados con hipotermia, órganos hipotérmicos y tejidos mantenidos trasplante requieren preservación en soluciones especiales para contrarrestar la acidosis, depresión de la actividad de la bomba sodio potasio y el aumento de la actividad celular del calcio. Soluciones especiales de preservación de órganos tales como Viaspan (Universidad de Wisconsin solución), HTK, y Celsior se han diseñado para este propósito. Estas soluciones también contienen ingredientes para reducir al mínimo los daños causados por radicales libres, impedir que edema, compensar ATP pérdida, etc
La criopreservación de células se guía por la "Hipótesis de dos factores" del americano criobiólogo Peter Mazur, establece que el enfriamiento demasiado rápido mata a las células por la formación de hielo intracelular y excesivamente lento, ya sea por electrolito toxicidad o mecánico. Durante el lento enfriamiento se forma hielo extracelular, causando que el agua osmóticamente deje las células deshidratación. El hielo intracelular puede ser mucho más perjudicial que el hielo extracelular.
Para glóbulos rojos la velocidad de enfriamiento óptima es muy rápida (casi 100 °C por segundo), mientras que para células madre la velocidad de enfriamiento óptima es muy lenta (1 °C por minuto). Crioprotectores, como el DMSO (dimetilsulfóxido) y glicerol, se utilizan para proteger a las células a partir de embargos preventivos. Una variedad de tipos de células están protegidos en un 10 % de DMSO. Criobiólogos intentan optimizar la concentración de crioprotector ( reduce al máximo la formación de hielo y la toxicidad), así como la velocidad de enfriamiento. Las células pueden ser enfriadas a una velocidad óptima refrigeración a una temperatura entre −30 °C y −40 °C antes de ser hundido en nitrógeno líquido.
Los métodos de enfriamiento lento se basan en el hecho de que las células contienen pocos núcleos agentes, pero contienen sustancias naturales vitrificadas que pueden prevenir la formación de hielo en las células que han sido moderadamente deshidratadas. Algunos criobiólogos están buscando mezclas de crioprotectores para la plena vitrificación (cero formación de hielo) en la preservación de las células, tejidos y órganos. Los métodos de vitrificación plantean un desafío en la obligación de buscar las mezclas crioprotectoras que pueden minimizar la toxicidad.

### Criobiología en humanos
Los gametos y embriones humanos de 2, 4 y 8 células pueden sobrevivir criopreservación a −196 °C por 10 años en condiciones de laboratorio muy bien controlados.
La criopreservación en seres humanos en lo que se refiere a infertilidad implica la preservación de embriones, esperma u óvulos a través de la congelación. La concepción, in vitro, se intenta cuando el esperma se descongela y se introduce en los óvulos frescos, los óvulos congelados se descongelan y el esperma se coloca con el óvulo y juntos se ponen de regreso dentro del útero o el embrión congelado se introduce dentro del útero. La vitrificación tiene fallos y no es tan confiable como la congelación para fertilizar esperma, óvulos o embriones tradicionalmente porque los óvulos son extremadamente sensibles a la temperatura. Muchas investigaciones son también sobre congelamiento de tejido de ovarios en relación con la espera a que estos tejidos puedan ser trasplantados de vuelta en los úteros, estimulando los ciclos normales de la ovulación. En septiembre de 2004 el Profesor Donnez de Louvain en Bélgica reportó el primer nacimiento exitoso usando tejido ovárico congelado. En 1997 muestras de corteza ovárica fueron tomadas de una mujer con linfoma y criopreservación de Hodgkin (Planer, Reino Unido) en un congelador de velocidad controlada en el que se almacenaba nitrógeno líquido. La quimioterapia se inició y luego la paciente tuvo una falla ovárica prematura. En 2003, después de congelación y descongelación se realizó un autotransplante orto tópico de tejido cortical ovárico se realizó por laparoscopía, y cinco meses después de la reimplantación, los signos indicaron la recuperación de los ciclos de ovulación regulares. Once meses después de la re implantación, un embarazo intrauterino viable fue confirmado, lo que resultó el primer nacimiento de una chica llamada Tamara.

## Sociedades científicas
La sociedad científica de criobiología fue fundada en 1964 para llevar juntos para reunión a las ciencias biológicas, médicas y físicas que tiene un interés común en el efecto de las bajas temperaturas sobre los sistemas biológicos. A partir de 2007, la Sociedad de Criobiología tenía aproximadamente 280 miembros de todo el mundo, y la mitad de ellos de Estados Unidos. El propósito de la Sociedad es promover la investigación científica en biología de la baja temperatura, para mejorar la comprensión científica en este campo, difundir y aplicar este conocimiento en beneficio de la humanidad. La sociedad exige que todos sus miembros tengan los más altos estándares éticos y científicos en el desempeño de sus actividades profesionales. De acuerdo con la orden de la Sociedad, la afiliación puede ser negada a los solicitantes cuya conducta se considera perjudicial para la Sociedad, en 1982, los estatutos fueron modificados explícitamente para excluir "toda práctica o aplicación de congelamiento a personas fallecidas en anticipación a su reanimación", a pesar de las objeciones de algunos miembros que fueron crionicistas como Jerry Leaf.
La sociedad organiza una conferencia académica anual de científicos dedicada a todos los aspectos de la biología de bajas temperaturas. Esta reunión internacional ofrece oportunidades para la presentación y discusión de las más novedosas investigaciones, así como las revisiones de aspectos específicos a través de simposios y talleres.
Los miembros mantienen informados de noticias y próximas reuniones a través del boletín de noticies de la sociedad News Notes. El presidente de la sociedad de criobiología 2009-2010 es Barry J. Fuller.
La sociedad para la biología de la temperatura baja fue fundada en 1964 y se convirtió en una registro de caridad en 2003 con el propósito de la promoción de la investigación en los efectos de las bajas temperaturas en todos los tipos de organismos y sus células constituyentes, tejidos y órganos. Como en el 2006 la sociedad para la biología de la baja temperatura, tenía aproximadamente 130 miembros (muchos de ellos británicos y europeos) y sostienen al menos una reunión general anual. El programa usualmente incluye un simposio en un tema y una sesión de comunicaciones libres en algunos aspectos de la biología de la baja temperatura. Los simposios han incluido la estabilidad a largo plazo, preservación de organismos acuáticos, criopreservación de embriones y gametos, planes de preservación, baja temperatura microscópica, vitrificación (formación de vidrios en sistemas acuosos durante el enfriamiento), secado por congelación, y bancos de tejido. Los miembros son informados a través del Boletín de la Sociedad, que actualmente es publicado tres veces al año. Desde 2005, el presidente de la Sociedad de Biología de la baja temperatura ha sido Tiantian Zhang.

## Revistas
Cryobiología, (editorial: Elsevier) es la publicación científica más importante en esta área, con alrededor de 60 contribuciones referenciadas publicadas cada año. Los artículos se refieren a cualquier aspecto de la biología de la baja temperatura y la medicina (por ejemplo, la congelación, liofilización, la hibernación, la tolerancia al frío y la adaptación, compuestos crioprotectores, las aplicaciones médicas de la temperatura reducida, criocirugía, hipotermia, y la perfusión de órganos).
«Cryo Letters»: es una organización independiente del Reino Unido, es una revista de comunicación rápida que publica artículos sobre los efectos producidos por las bajas temperaturas en una gran variedad de procesos.
Conservación de Tecnología Celular es una revista científica trimestral publicado por Mary Ann Liebert, Inc. dedicado al amplio espectro de tecnologías de conservación, incluyendo criopreservación, estado seco (anhidrobiosis), vidriosos estado y el mantenimiento de hipotermia. «Tecnología de preservación de células ha sido renombrado por el Banco de bio conservación» y es la revista oficial de la Sociedad Internacional para Biológica y Ambiental de repositorios (Isber).